# Papilio woodfordi
Papilio woodfordi är en fjärilsart som beskrevs av Frederick DuCane Godman och Osbert Salvin 1888. Papilio woodfordi ingår i släktet Papilio och familjen riddarfjärilar. Inga underarter finns listade i Catalogue of Life.

## Bildgalleri

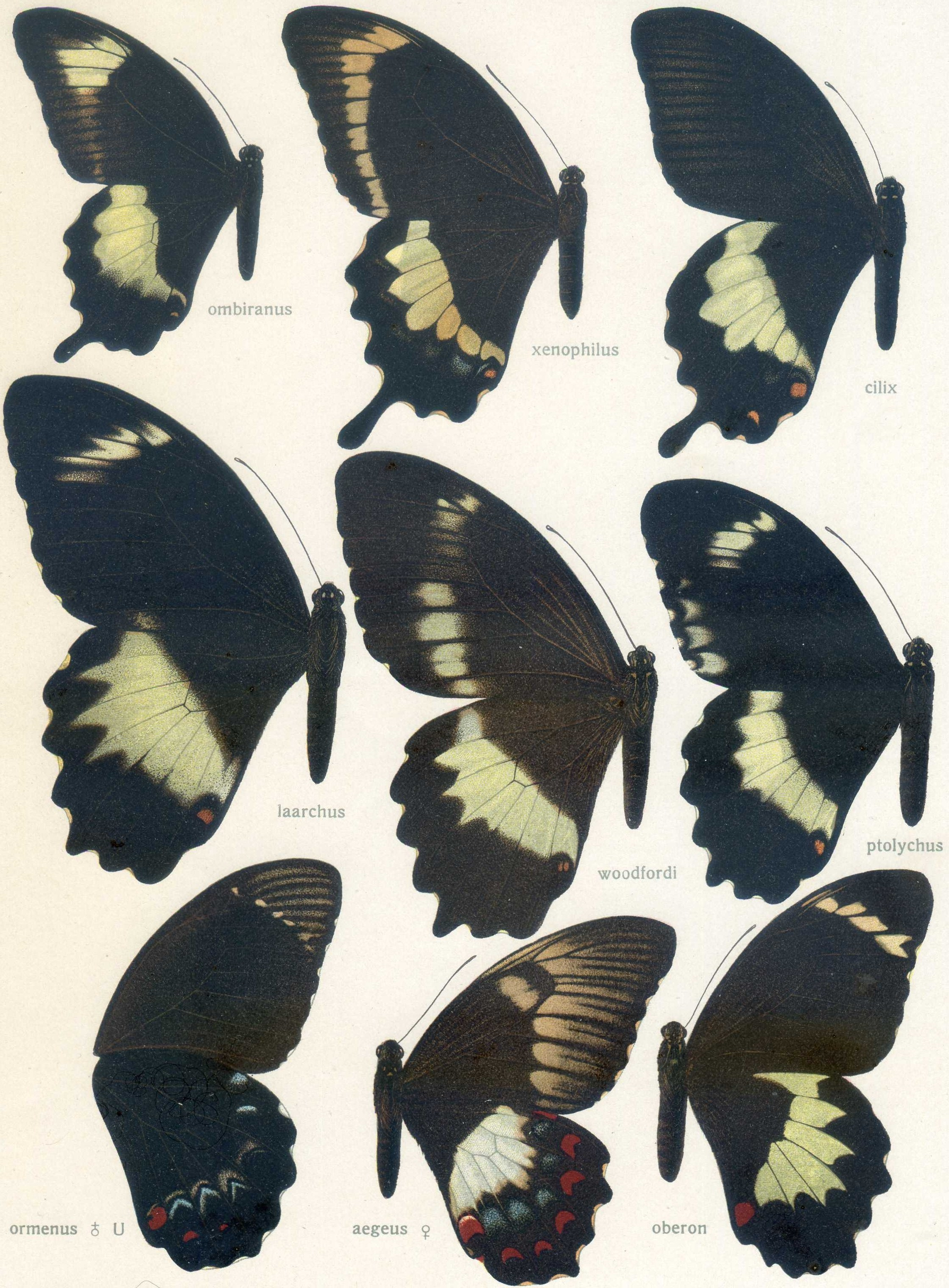